# SNCF X 4200
Bei der Reihe X 4200 handelt es sich um zehn Aussichtstriebwagen, die auf landschaftlich schönen Strecken der SNCF eingesetzt wurden.
Die SNCF bestellte diese Wagen 1956 und setzte sie nach der Auslieferung Mitte 1959 auf den Linien Marseille–Nîmes–Vichy, Marseille–Nizza, Marseille–Digne und Genf–Digne im Eilzugverkehr ein. Ihre Außerdienststellung erfolgte in den 1980er Jahren.
Die 1. Klasse mit 44 Sitzplätzen befindet sich im oberen Aussichtsteil und bietet einen 360°-Rundumblick. Auch in der 2. Klasse, die sich in je zwei Räume hinter den Führerständen aufteilt, befinden sich große Fenster, die eine gute Sicht gewähren. Unter der Aussichtskanzel liegen der Maschinenraum und das Gepäckabteil. Die Fahrzeuge sind mit einer Belüftungsanlage zur Regulierung der Temperatur in der Aussichtskanzel ausgerüstet. Eine Klimaanlage war vorgesehen, wurde aber nur im ersten Triebwagen X 4201 eingebaut. Die Fahrgasträume werden mit Leuchtstoffröhren beleuchtet.
Das Design wurde von Paul Arzens entwickelt.

## Erhaltene Fahrzeuge

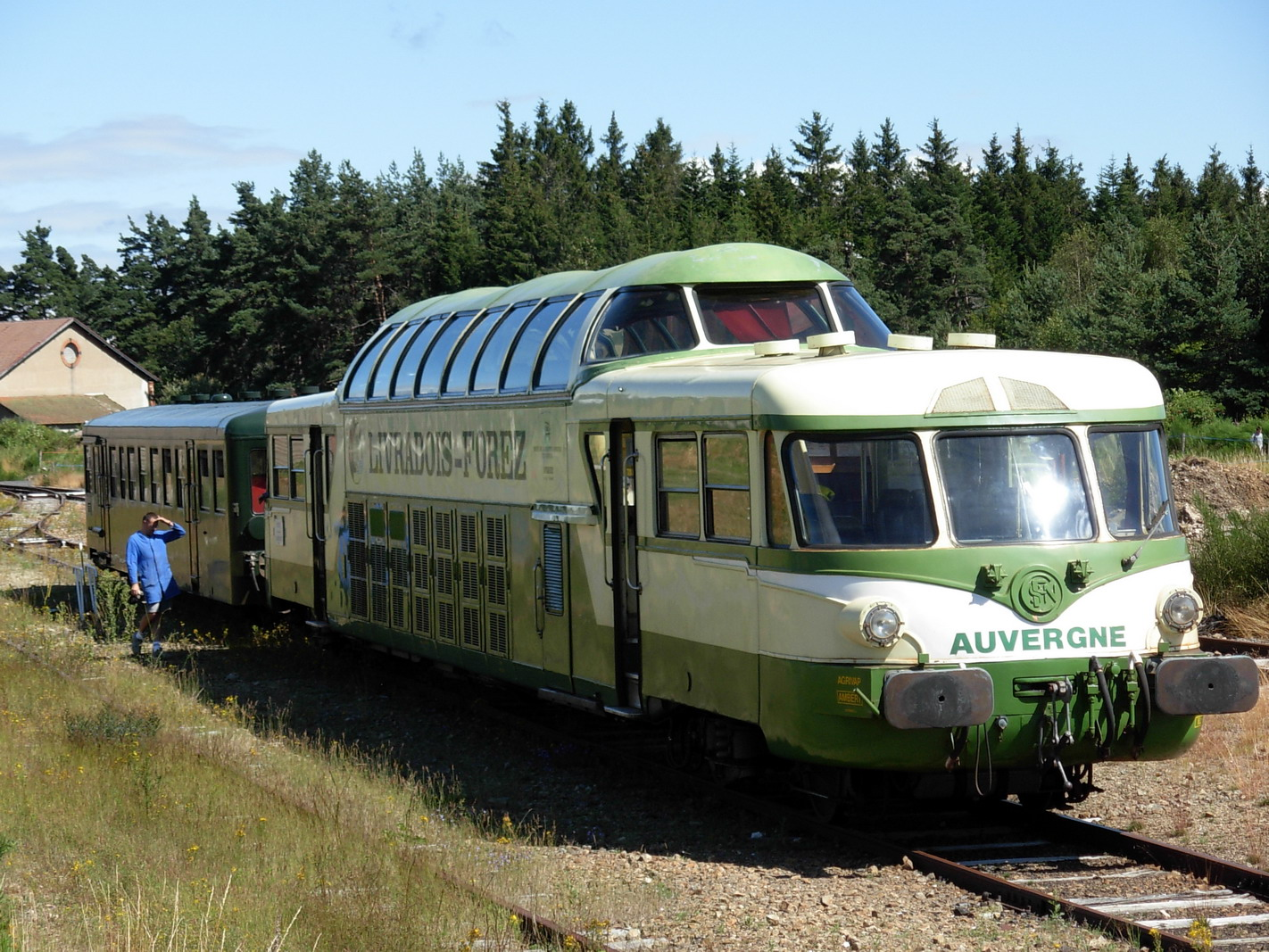
X 4200 der Museumseisenbahn Agrivap (2007)

- X 4203, 4206, 4208: Ambert
- X 4204: Renault-Fabriken